# Panicum
Panicum is een geslacht uit de grassenfamilie (Poaceae). De soorten van dit geslacht komen voor in delen van Afrika, Azië en Australazië.
Het geslacht bevat een van de oudste door de mens gecultiveerde granen, Panicum miliaceum, een tegenwoordig wijdverbreide landbouwgewas waarvan het graan meestal wordt gegeten als gierst.